# Густав Генел
Густав Генел (угор. Gusztáv Hénel, 7 січня 1881, Буштино — 26 лютого 1966, Папа) — угорський живописець.

## Діяльність
Генел народився в сім'ї Якуба та Терези Лінднера в Буштині. Він здобув диплом вчителя в Сату-Маре, а потім викладав протягом десяти років. Вивчав мистецтво в коледжі образотворчих мистецтв. Його майстрами були Джула Аггазі, Імре Ревес та Пол Мерсе Сіньєй.
Близько 1908 року він оселився в Папі, Угорщина. На початку 1910-х років він гастролював по Європі, потім поїхав на стипендію до Швейцарії, де малював гори. Повернувшись додому, півтора десятиліття він працював вчителем малювання. Його роботи також виставлялися у швейцарських, італійських та голландських містах.
З 1913 року він часто відвідував виставки в Будапешті та в сільській місцевості. До 1924 року він також мав виставку в Мюнхені. У 1950-х роках в середній школі Тюрра Іштвана в Папі він керував створеним на той час Дитячим гуртком образотворчого мистецтва. Він любив озеро Балатон, район Бугац, і малював пагорби Зала у незліченних вогнях.